# Rubus platyphylloides
Rubus platyphylloides är en rosväxtart som beskrevs av Sanadze. Rubus platyphylloides ingår i släktet rubusar, och familjen rosväxter. Inga underarter finns listade i Catalogue of Life.